# Yusuf Abdurisag
Yusuf Abdurisag (Doha, Catar; 6 de agosto de 1999) es un futbolista catarí. Juega de extremo y su equipo actual es el Al Sadd de la Liga de fútbol de Catar. Es internacional absoluto por la selección de Catar desde 2019.

## Selección nacional

### Participaciones como juvenil
| Copa                                   | Sede       | Resultado      |
| -------------------------------------- | ---------- | -------------- |
| Copa Mundial de Fútbol Sub-20 de 2019  | Polonia    | Fase de grupos |
| Campeonato Sub-23 de la AFC 2020       | Tailandia  | Fase de grupos |
| Copa Asiática Sub-23 de la AFC de 2022 | Uzbekistán | Fase de grupos |

### Participaciones en copas continentales
| Copa                            | Sede           | Resultado   |
| ------------------------------- | -------------- | ----------- |
| Copa de Oro de la Concacaf 2021 | Estados Unidos | Semifinales |

## Clubes
| Club                | País  | Año           |
| ------------------- | ----- | ------------- |
| Al Sadd             | Catar | 2018-presente |
| Al-Arabi (préstamo) | Catar | 2019-20       |

## Palmarés

### Títulos nacionales
| Título                         | Club    | País  | Año     |
| ------------------------------ | ------- | ----- | ------- |
| Liga de fútbol de Catar        | Al Sadd | Catar | 2020-21 |
| Liga de fútbol de Catar        | Al Sadd | Catar | 2021-22 |
| Copa del Emir de Catar         | Al Sadd | Catar | 2020    |
| Copa del Emir de Catar         | Al Sadd | Catar | 2021    |
| Copa de las Estrellas de Catar | Al Sadd | Catar | 2019-20 |